# Buje
Buje (wł. Buie) – miasto w Chorwacji, w żupanii istryjskiej, siedziba miasta Buje. Jest położone na północnym zachodzie półwyspu Istria. W 2011 roku liczyło 2671 mieszkańców.

## Geografia
Buje położone jest na północnym zachodzie półwyspu Istria, 13 km od Umagu i od Morza Adriatyckiego i 4 km od granicy ze Słowenią.
Miasto jest podzielone na kilka części. Te dzielnice to:
- Sv. Sebastijan – zachodnia część miasta i jedna z najnowszych części miasta
- Brolo – pomiędzy Starym Miastem i św. Sebastianem, zamieszkana głównie przez Włochów
- Stari grad – najstarsza część miasta znajduje się na Bujskim Wzgórzu
- Novi grad i Rudine – Nowe Miasto jest centrum administracyjnym i sądowym, Rudine stanowi mała dzielnicę mieszkaniową wybudowaną za czasów Jugosławii
- Školski brijeg – centrum edukacji ze szkołami podstawowymi i średnimi chorwackimi i włoskimi
- Monte Bašter – wschodnia część miasta, które znajduje się w pobliżu miejskiego cmentarza
- Stanica – stanowi stare miejsce dworca kolei austro-węgierskiej i centrum gospodarcze Buja

## Gospodarka
Najsłynniejsza fabryka to Digitron, która produkuje sprzęt elektroniczny – kieszonkowe komputery i kalkulatory. Fabryka Bifix produkuje farby, lakiery, tynki ozdobne. Ważną gałęzią gospodarki jest rolnictwo, zwłaszcza winnice i gaje oliwne.

## Kultura
W mieście jest kino i biblioteka publiczna. Są też dwa duże kościoły.

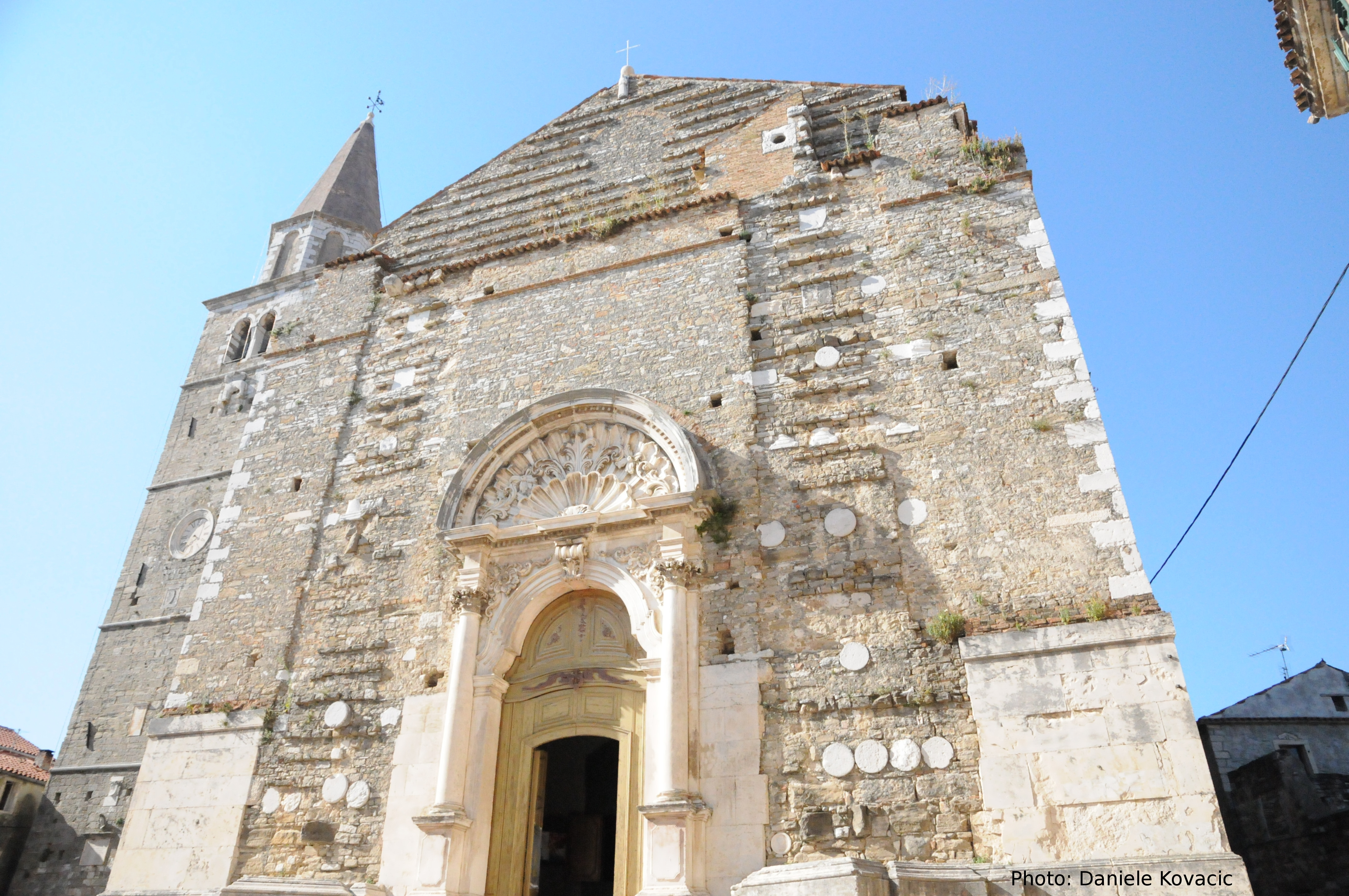
Kościół parafialny pod wezwaniem św. Servulusa

- kościół parafialny pod wezwaniem św. Servulusa (chorw. Crkva Sv. Servula) zbudowany na fundamentach starego romańsko-gotyckiej nawy kościoła z XIII wieku. W XVIII w latach 1754–1784 dokonano przebudowy architektonicznej według planów architekta Zuanna Dongettija z Mediolanu. Prace te kończył Antonio Naiber z Kopru.

- kościół parafialny pod wezwaniem Matki Bożej Miłosiernej (chorw. Crkva sv. Marije Milosrdnice) zbudowany w XVI wieku poza murami miasta i był związany z kultem figurki

Stare miasto Buje było umocnione kamiennymi murami miejskimi z basztami. Jedna z nich przetrwała do współczesnych czasów i jest udostępniona do zwiedzania.